# Klef
Klef ali Klefo (latinsko Clef, italijansko Clefo) je bil kralj Langobardov, ki je vladal od leta 572 do 574, * ni znano, † 574.
Na langobardskem prestolu  je nasledil Alboina, s katerim ni bil v nobenem sorodstvu. Za papeže in Bizantince,  ki so se borili za ohranitev oblasti v Italiji, je bil nasilna in grozo vzbujajoča oseba. Langobardsko ozemlje je razširil čez celo severno Italijo, dokončal osvajanje Toskane in privedel oblast Langobardov do vrat bizantinske prestolnice Ravene. Po osemnajst mesecev dolgi vladavini ga je ubil njegov trpinčeni suženj in osebni stražar. Njegovi smrii je sledilo desetletno medvladje, znano kot vladavina vojvod, v katerem so oblast prevzeli lokalni vojvode. Leta 585 je langobardski prestol zasedel njegov sin Autari.

## Sklic
1. ↑  
German Tribes. GermanTribes.org. Arhivirano iz izvirnika 18. julija 2010. Pridobljeno 18. julija 2010.

| Klef Rojen: ni znano Umrl: 574 |                           |                             |
| Vladarski nazivi               |                           |                             |
| Predhodnik: Alboin             | Kralj Langobardov 572-574 | Naslednik: vladavina vojvod |